# Breuilaufa
Breuilaufa (prononcer [bʁœjofa]; Lo Bruèlh au Fag en occitan) est une commune française située dans le département de la Haute-Vienne en région Nouvelle-Aquitaine.
Ses habitants sont appelés les Breuilaufais.

## Géographie

### Localisation

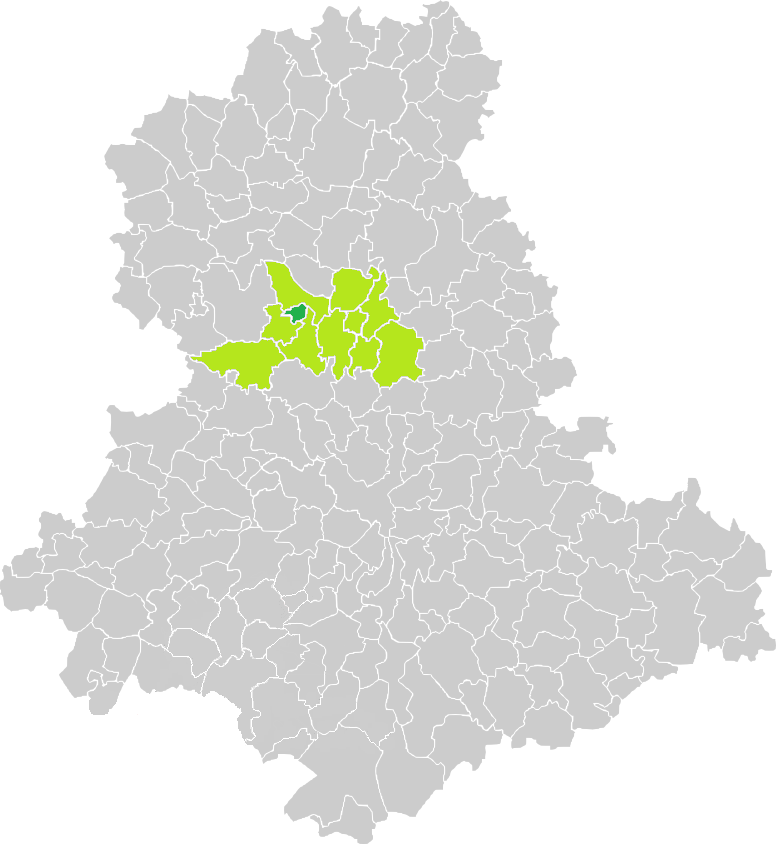
Situation de la commune de Breuilaufa en Haute-Vienne.

C'est une petite commune du nord de la Haute-Vienne. Elle compte environ 154 habitants. On peut y voir une église gothique comportant quelques éléments romans (chapiteaux du chœur), principalement connue pour sa statue en cuivre doré en partie émaillé de la Vierge à l'Enfant (de nouveau exposée dans l'église depuis la rénovation de celle-ci en 2012), ainsi qu'une commanderie des hospitaliers partiellement restaurée.
|        | Berneuil   |           |
|        | Breuilaufa |           |
| Vaulry |            | Chamboret |

### Climat
Pour des articles plus généraux, voir Climat de la Nouvelle-Aquitaine et Climat de la Haute-Vienne.
Historiquement, la commune est exposée à un climat océanique limousin.  
En 2020, Météo-France publie une typologie des climats de la France métropolitaine dans laquelle la commune est exposée à un climat océanique altéré et est dans une zone de transition entre les régions climatiques « Poitou-Charentes » et « Ouest et nord-ouest du Massif Central »0.
Pour la période 1971-2000, la température annuelle moyenne est de 11,3 °C, avec une amplitude thermique annuelle de 14,9 °C. Le cumul annuel moyen de précipitations est de 943 mm, avec 12,9 jours de précipitations en janvier et 7,5 jours en juillet. Pour la période 1991-2020, la température moyenne annuelle observée sur la station météorologique la plus proche, située sur la commune de Nantiat à 7 km à vol d'oiseau, est de 12,0 °C et le cumul annuel moyen de précipitations est de 1 099,6 mm,. Pour l'avenir, les paramètres climatiques de la commune estimés pour 2050 selon différents scénarios d’émission de gaz à effet de serre sont consultables sur un site dédié publié par Météo-France en novembre 2022.

## Urbanisme

### Typologie
Au 1er janvier 2024, Breuilaufa est catégorisée commune rurale à habitat dispersé, selon la nouvelle grille communale de densité à sept niveaux définie par l'Insee en 2022.
Elle est située hors unité urbaine. Par ailleurs la commune fait partie de l'aire d'attraction de Limoges, dont elle est une commune de la couronne,. Cette aire, qui regroupe 127 communes, est catégorisée dans les aires de 200 000 à moins de 700 000 habitants,.

### Occupation des sols
L'occupation des sols de la commune, telle qu'elle ressort de la base de données européenne d’occupation biophysique des sols Corine Land Cover (CLC), est marquée par l'importance des territoires agricoles (91,4 % en 2018), une proportion sensiblement équivalente à celle de 1990 (91,8 %). La répartition détaillée en 2018 est la suivante : 
prairies (57,1 %), zones agricoles hétérogènes (18,8 %), terres arables (15,5 %), forêts (8,4 %), zones urbanisées (0,2 %). L'évolution de l’occupation des sols de la commune et de ses infrastructures peut être observée sur les différentes représentations cartographiques du territoire : la carte de Cassini (XVIIIe siècle), la carte d'état-major (1820-1866) et les cartes ou photos aériennes de l'IGN pour la période actuelle (1950 à aujourd'hui).

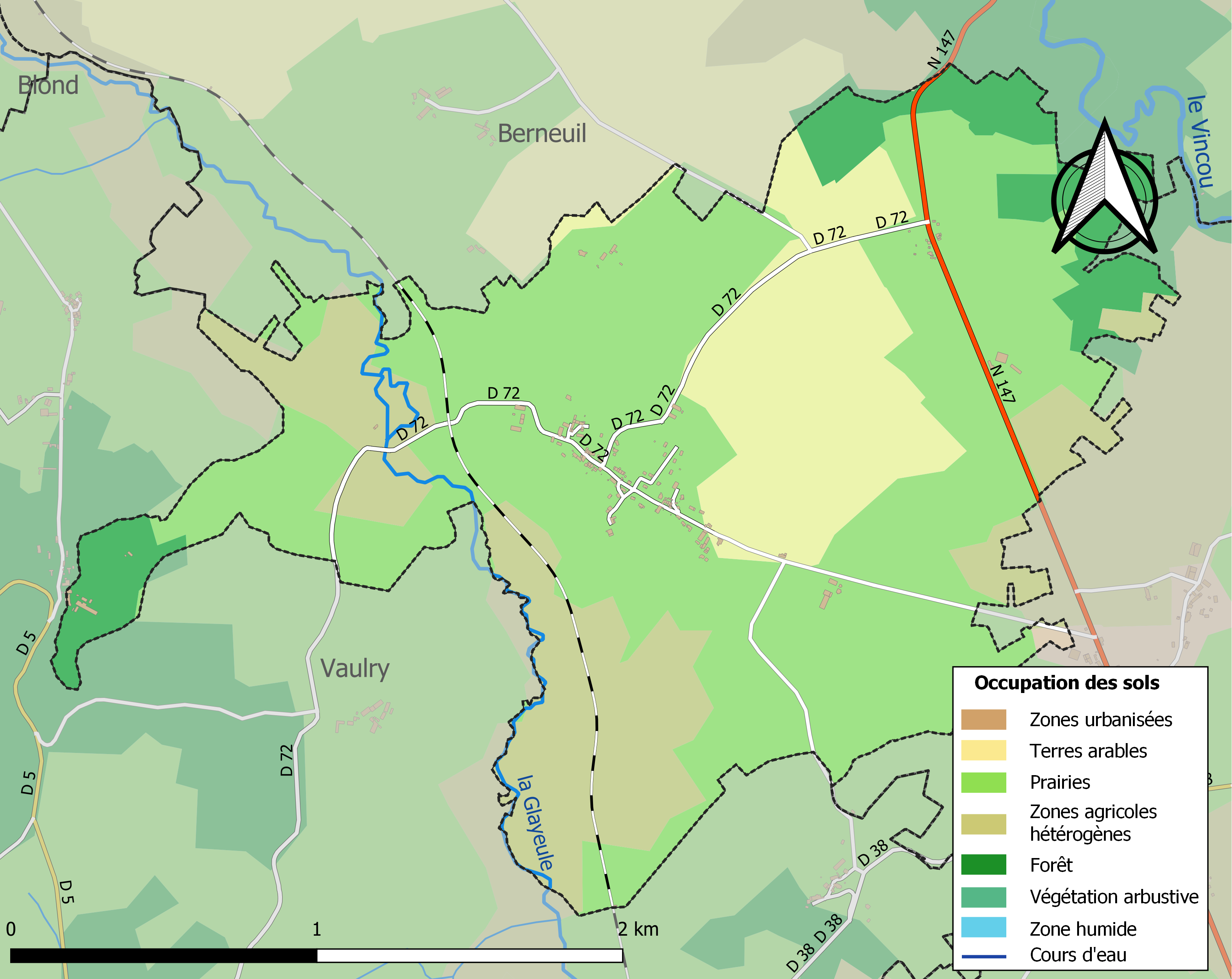
Carte des infrastructures et de l'occupation des sols de la commune en 2018 (CLC).

### Risques majeurs
Le territoire de la commune de Breuilaufa est vulnérable à différents aléas naturels : météorologiques (tempête, orage, neige, grand froid, canicule ou sécheresse) et séisme (sismicité faible). Il est également exposé à un risque particulier : le risque de radon. Un site publié par le BRGM permet d'évaluer simplement et rapidement les risques d'un bien localisé soit par son adresse soit par le numéro de sa parcelle.

#### Risques naturels

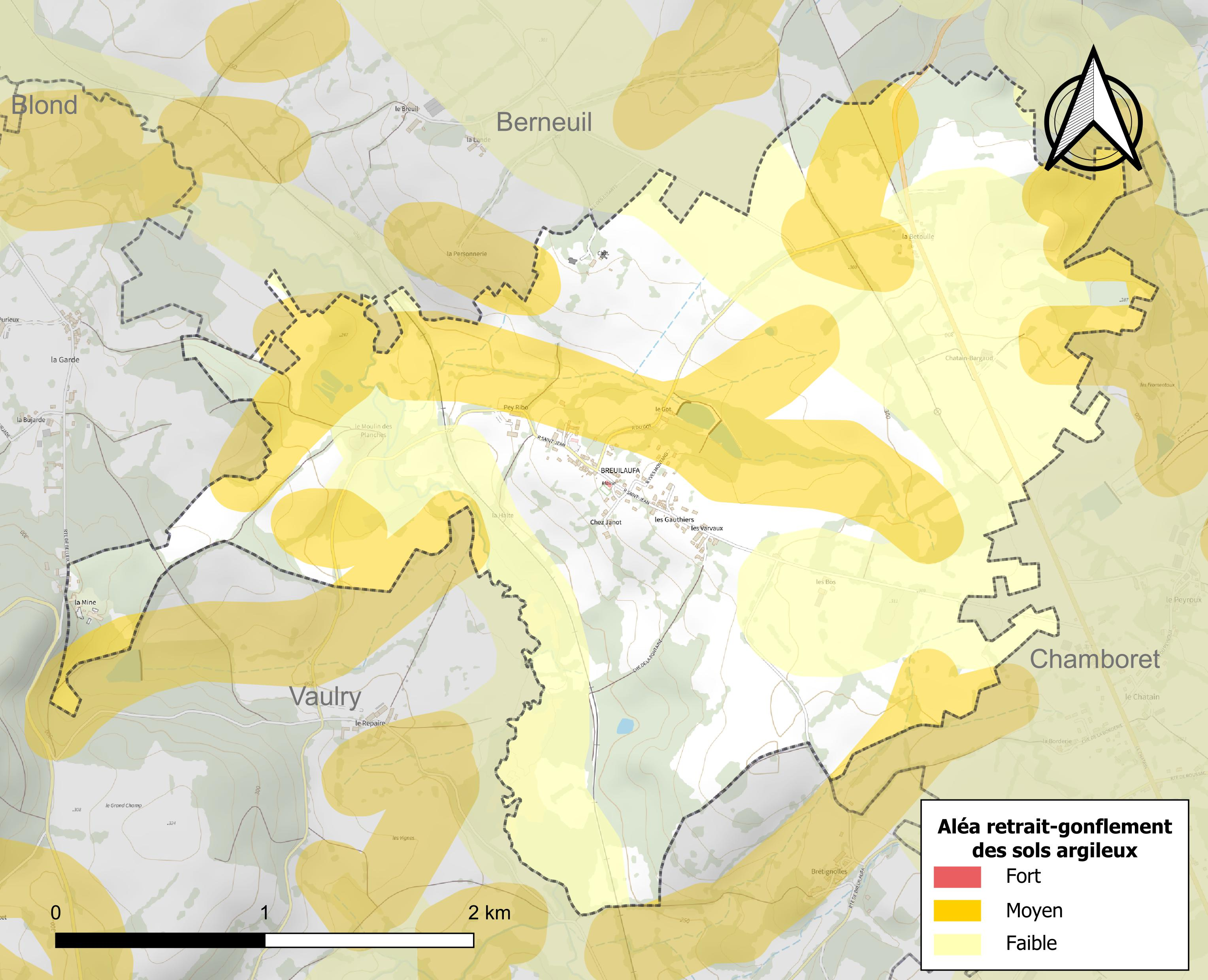
Carte des zones d'aléa retrait-gonflement des sols argileux de Breuilaufa.

Le retrait-gonflement des sols argileux est susceptible d'engendrer des dommages importants aux bâtiments en cas d’alternance de périodes de sécheresse et de pluie. 31,3 % de la superficie communale est en aléa moyen ou fort (27 % au niveau départemental et 48,5 % au niveau national métropolitain). Depuis le 1er octobre 2020, en application de la loi ÉLAN, différentes contraintes s'imposent aux vendeurs, maîtres d'ouvrages ou constructeurs de biens situés dans une zone classée en aléa moyen ou fort,.
La commune a été reconnue en état de catastrophe naturelle au titre des dommages causés par les inondations et coulées de boue survenues en 1982 et 1999 et par des mouvements de terrain en 1999.

#### Risque particulier
Dans plusieurs parties du territoire national, le radon, accumulé dans certains logements ou autres locaux, peut constituer une source significative d’exposition de la population aux rayonnements ionisants. Selon la classification de 2018, la commune de Breuilaufa est classée en zone 3, à savoir zone à potentiel radon significatif.

## Toponymie
D'après certaines traditions[Lesquelles ?], le nom Breuilaufa viendrait du « breuil aux fées », soit la forêt aux fées : on raconte que deux paysans ont vu un soir des fées dans la forêt de la commune. Il est beaucoup plus probable qu'il s'agissait en fait du « bois des hêtres », brolium fagi.
Ce nom viendrait du celte brogilo, petit bois, du latin brogilus, de l’occitan brolh,  bruelh ainsi que de l’occitan fau et du latin fagum, le hêtre. Littéralement « petit bois de hêtres ».

## Histoire

### Les Hospitaliers
Le village doit son existence à l'installation d'une commanderie des Hospitaliers de l'ordre de Saint-Jean de Jérusalem qui construisirent probablement à la fin du XIIe ou au XIIIe siècle une église et une demeure pour le commandeur, dont le manoir de la fin du Moyen Âge, existant encore à côté de l'église, est l'évolution. Cette commanderie qui faisait partie de la langue d'Auvergne devint plus tard un membre de la commanderie du Palais (Limoges),.
Il y avait trois moulins dont le moulin banal dit du Pont et celui de La Doure, le troisième au cœur du bourg était affermé. Le commandeur détenait la haute, moyenne et basse justice, son autorité et les rentes et dîmes qu'il percevait s'étendaient aux paroisses et villages de Berneuil, Chamboret, Nantiat et Vaulry et sur l'ancien fief noble du Chatain (Chastaing). En 1587, le château de la commanderie était occupé par des soldats protestants.
Dans le courant du XIIIe siècle, l'église fut décorée d'un ensemble d'objets en orfèvrerie de cuivre, émaillé ou non, fabriqués à Limoges. Beaucoup étaient encore conservés au XVIIe siècle (pyxide, reliquaires, croix, chandeliers, etc.). Il ne reste aujourd'hui que l'extraordinaire Vierge à L'Enfant en bois recouvert de cuivre doré, peut-être à l'origine une vierge eucharistique, qui fut longtemps conservée en tant que statue de dévotion.

### Époque contemporaine
La commune, très petite, a vu son école communale fermée il y a quelques années, au profit de celles des communes voisines de Cieux, Chamboret et Vaulry.

## Politique et administration

### Liste des maires
| Période                                  | Période  | Identité       | Étiquette | Qualité |
| ---------------------------------------- | -------- | -------------- | --------- | ------- |
| Les données manquantes sont à compléter. |          |                |           |         |
| avant 1981                               | ?        | Baptiste Melon | PCF       |         |
|                                          |          |                |           |         |
| 2001                                     | 2008     | Serge Léger    |           |         |
| 2008                                     | En cours | Franck Maître  |           |         |

## Population et société

### Démographie
L'évolution du nombre d'habitants est connue à travers les recensements de la population effectués dans la commune depuis 1793. Pour les communes de moins de 10 000 habitants, une enquête de recensement portant sur toute la population est réalisée tous les cinq ans, les populations de référence des années intermédiaires étant quant à elles estimées par interpolation ou extrapolation. Pour la commune, le premier recensement exhaustif entrant dans le cadre du nouveau dispositif a été réalisé en 2004.

En 2022, la commune comptait 114 habitants, en évolution de −14,93 % par rapport à 2016 (Haute-Vienne : −0,68 %, France hors Mayotte : +2,11 %).
| 1793 | 1800 | 1806 | 1821 | 1831 | 1836 | 1841 | 1846 | 1851 |
| ---- | ---- | ---- | ---- | ---- | ---- | ---- | ---- | ---- |
| 207  | 201  | 216  | 208  | 203  | 225  | 210  | 240  | 253  |

| 1856 | 1861 | 1866 | 1872 | 1876 | 1881 | 1886 | 1891 | 1896 |
| ---- | ---- | ---- | ---- | ---- | ---- | ---- | ---- | ---- |
| 224  | 189  | 188  | 190  | 220  | 263  | 269  | 255  | 257  |

| 1901 | 1906 | 1911 | 1921 | 1926 | 1931 | 1936 | 1946 | 1954 |
| ---- | ---- | ---- | ---- | ---- | ---- | ---- | ---- | ---- |
| 266  | 218  | 210  | 195  | 193  | 177  | 184  | 163  | 140  |

| 1962 | 1968 | 1975 | 1982 | 1990 | 1999 | 2004 | 2006 | 2009 |
| ---- | ---- | ---- | ---- | ---- | ---- | ---- | ---- | ---- |
| 114  | 105  | 100  | 75   | 88   | 117  | 127  | 140  | 148  |

| 2014 | 2019 | 2022 | - | - | - | - | - | - |
| ---- | ---- | ---- | - | - | - | - | - | - |
| 140  | 120  | 114  | - | - | - | - | - | - |

## Culture locale et patrimoine

### Lieux et monuments
- Église Saint-Jean-Baptiste.

L'édifice date du XIIIe siècle. Des chapiteaux datant peut-être du XIIe siècle sont réemployés dans le chœur, seule partie voûtée. La voûte de la nef s'est en effet écroulé avec une partie du clocher au XVIIe siècle et n'a jamais été reconstruite. Cet accident explique les remaniements du clocher mur et de la façade occidentale.
L'édifice a été inscrit au titre des monuments historique en 1978.
- Vierge à l'Enfant en cuivre doré, XIIIe siècle (présentée dans l'église) classée à titre d'objet[32].
- Deux des dolmens de la Betoulle[33].
- Château des Essarts.
- Ancienne mine dite de Vaulry, en vérité établie sur le territoire communal de Breuilaufa. Il s'agit d'un site industriel connu dès l'Antiquité, où l'on atteste l'exploitation de cassitérite, de wolframite, d'arsénopyrite et de löllingite, jusque dans les années 1940[34].

### Héraldique
|  | Les armoiries de Breuilaufa se blasonnent ainsi : D'or aux trois hêtres terrassés de sinople, au chef de la Religion. |